# У првом лицу
У првом лицу, избор аутобиографских и аутопоетичких текстова португалског Нобеловца Жозеа Сарамага.

## О брошури
Промовишући ово некомерцијално издање, српски издавач „Лагуна“, Институт за португалски језик и књижевност „Камоиш“ и Фондација Жозеа Сарамага, који су омогућили објављивање брошуре, представили су љубитељима португалског нобеловца непознате појединости из пишчеве аутобиографије (порт. Autobiografía) и избор дневничких записа (порт. Cadernos de Lanzarote). Уз то, брошура у незнатно скраћеном виду доноси и Сарамагов аутопоетички текст Од кипа до камена (порт. A Estátua e a pedra) 